# Philippe Guerdat
Philippe Guerdat (* 21. April 1952) ist ein ehemaliger Schweizer Nationenpreisreiter und Equipechef der französischen Springreiter.

## Karriere
Bei den Olympischen Spielen 1984 in Los Angeles belegte er im Sattel von Pybalia mit dem Schweizer Team Rang 5. Vier Jahre darauf belegte das Team in Seoul Platz 7, damals ritt Guerdat Lanciano.
Bei den Weltreiterspielen 1990 in Stockholm belegte er mit dem Team Rang 7, im Einzel ritt er auf Platz 29.
Bei der Europameisterschaft 1985 in Dinard gewann er im Sattel von Pybalia mit dem Schweizer-Team die Silbermedaille. Zwei Jahre darauf gewann das Team in St. Gallen Bronze.
Philippe Guerdat war bereits mehrfach Nationaltrainer im Springreiten: Von 2006 bis 2008 war er Trainer der ukrainischen Springreiter, im Anschluss daran trainierte er die spanischen Springreiter. Zudem war er Schweizer Nachwuchstrainer und war bis 2013 Equipechef der belgischen Springreiter. Im Jahr 2013 übernahm Guerdat das französische Nationaltraineramt.
Er ist der Vater des Springreiters Steve Guerdat.

## Pferde (Auszug)
- Pybalia (* 1975), braune KWPN-Stute, Vater: Marco Polo
- Lanciano 5 (* 1976), brauner Holsteiner Hengst, Vater: Landgraf I, Muttervater: Marlon xx[5][6]